# Gaspar de Ondovilla
Gaspar (de) Ondovilla Íñigo (Vallejuelo, valle de Mena, provincia de Burgos, 6 de enero de 1776 - 31 de diciembre de 1848), abogado, político y senador español.

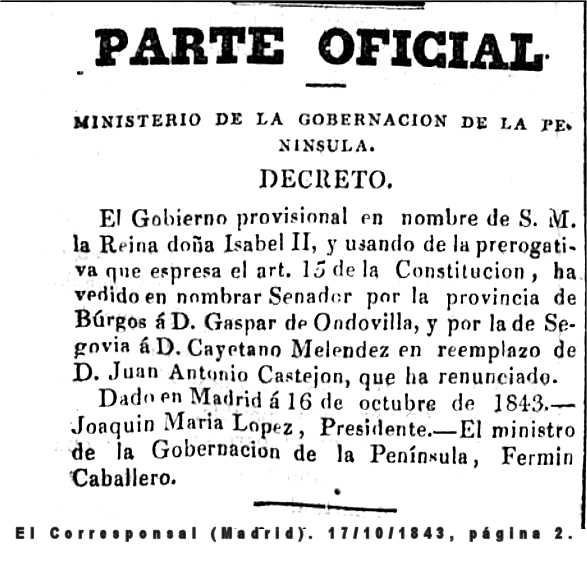
Gaspar de Ondovilla nombrado Senador por la provincia de Burgos en 16 de octubre de 1843

De orígenes nobles, estudió en Salamanca Filosofía, Leyes y Cánones, se graduó en ambos derechos en 1800 y fue profesor sustituto en Salamanca por un año de lengua griega. 
Presidió la Academia de Leyes, fue consiliario por el reino de Galicia y vicerrector de la universidad. Fue aprobado como abogado en el Consejo en 1802 y ejerció como tal en el valle de Mena. Participó con los patriotas en la Guerra de la Independencia, aunque quemaron su casa no precisamente los franceses. 
Fue nombrado juez de primera instancia en Cuenca en 1820 y recibió la cruz de benemérito por haber rechazado a las tropas de Bessières allí en 1823. Detenido por los absolutistas, fue conducido a Quintanar de la Orden y luego a Cuenca, donde Bessières estuvo a pique de colgarlo a él y a otros liberales; pasó el peligro, pero permaneció preso y fue amnistiado el primero de mayo de 1824; marchó a Madrid, donde ejerció como abogado durante ocho años. 
Fue nombrado fiscal del crimen en Barcelona en 1832 y después obtuvo la fiscalía de la Bailía del Real Patrimonio del Principado de Cataluña; una normativa impidió cobrar los dos sueldos y optó por el de la fiscalía del crimen y ofreció seguir gratuitamente en el otro, como así se hizo, ahorrándose el dinero al erario. 
En 1834 fue oidor de la Audiencia de Zaragoza. En 1835 los carlistas arrasaron sus propiedades en el valle de Mena y perdió 70.000 reales. Luego pasó a Sevilla y fue Regente de la Audiencia de Granada, senador por Burgos en 1837, luego dos veces más y vitalicio después. Participó activamente en numerosas comisiones.

## Familia
Se casó dos veces, la primera en 1812, y tuvo dos hijos y dos hijas. Su segunda esposa fuè Francisca Ibarra.